# Jurisdicción social
En Derecho procesal, y derivada de la potestad jurisdiccional del Poder Judicial, la jurisdicción social es aquella destinada al conocimiento y aplicación del Derecho en el orden jurisdiccional social. Así, el orden social, conforme a la sistemática propia de la Teoría del Derecho, hace referencia al conjunto normativo destinado a la regulación de las relaciones humanas enmarcadas en los ámbitos del Derecho laboral y de la Seguridad Social, parcelas jurídicas ambas cuya división se efectúa con el objetivo de facilitar la labor jurisdiccional de los jueces y tribunales tal y como se determina en la normativa procesal. 
La jurisdicción social incluye el conjunto de órganos instituidos por el Estado para el conocimiento y la resolución de los conflictos de trabajo. Cumple una función de garantía de los derechos del trabajador, operando con unos principios propios y distintos del proceso civil, en tanto que se compensa la desigualdad sustancial social y económica en que el trabajador se encuentra frente al empleador o empresario.
Al igual que en otros ámbitos del Derecho, en caso de insuficiencia probatoria se aplicará el principio jurídico "in dubio pro reo" adaptado a lo social mediante la forma "in dubio pro operario" ya que el trabajador es la parte débil de la relación laboral y en posibilidad de negociación. Esto obliga a la parte contratadora, o empresa, a cumplir los convenios y leyes laborales, así como las cláusulas de los contratos laborales que les vinculan, y disponer del proceso documentado para una óptima defensa en caso de litigio laboral con sus trabajadores, lo cual promueve el cumplimiento bilateral del compromiso adquirido, que evitaría que la empresa tenga que recurrir a soluciones temporales e improductivas, de operarios sin experiencia contratados a través de empresas de trabajo temporal, o el recurrir a actividades ilegales como son la economía sumergida y/o el empleo precario, pagados por debajo de las tablas y condiciones de los convenios y asociado a otras prácticas como el incumplimiento de las leyes de seguridad y salud laboral, la carencia de seguros de accidente o enfermedad, y un largo etcétera de casos que suelen terminar en sentencia judicial contra la parte contratadora en caso de ser denunciados y juzgados por lo Social.
- Datos: Q5956669